# Атуа (округ)
Атуа (самоан. Atua) — найдавніший адміністративний округ Самоа: свого часу він охоплював острова Уполу і Саваї, але в наш час включає лише більшу частину східної половини острова Уполу. Площа округу — 413 км². Населення — 21 928 осіб  (2011). Адміністративний центр — село Луфілуфі.

## Політика
Верховний вождь округу носить титул Туї Атуа і обирається Будинком дев'яти (Фалеїва) в селі Луфілуфі. При цьому враховується думка старійшин села Солосоло і двох Матуа (вождів) з островів Алеїпата - Тафуа і Фуатага. Тафуа - вождь  Алеїпата-ітупа-і-лало  (Нижній Алеїпата), а Фуатага - вождь  Алеїпата-ітупа-і-луга  (Верхній Алеїпата).
Туї Атуа обирається з представників одного з двох атуанських королівських кланів — Салеваласі і Сафенунувао. Ці клани ведуть свій рід від першої Татаїфи  — королеви Саламасіна.
Титул Туї Атуа - один з найдавніших на Самоа, провідний своє походження від королів Тагалоалагі.

## Географія
Водойми: Піула, озеро Фіті, То-Суа тощо.